# Verwaltungsgemeinschaft Calvörde

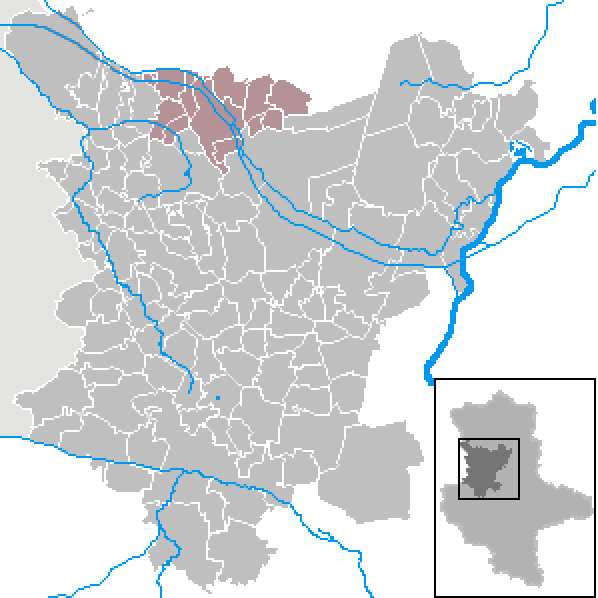
VG Calvörde in den Grenzen des Landkreises Börde

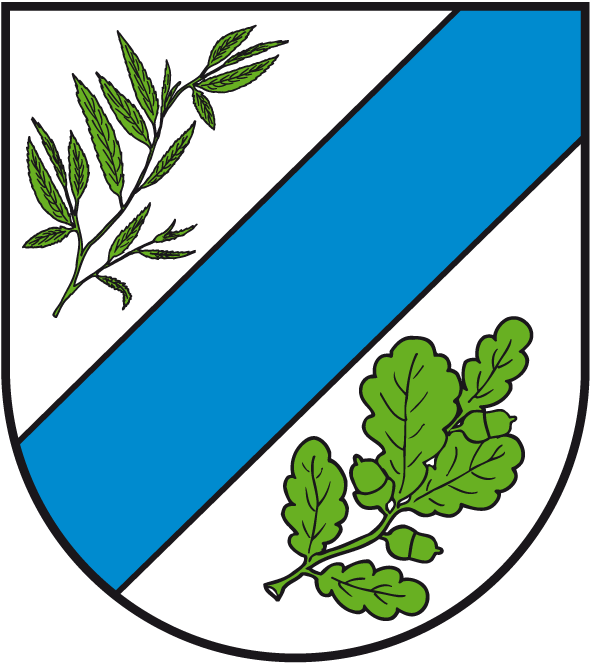
Wappen der VG Calvörde

Die Verwaltungsgemeinschaft Calvörde war eine Verwaltungsgemeinschaft im Ohrekreis in Sachsen-Anhalt und hatte ihren Sitz in Calvörde.

## Mitgliedsgemeinden mit ihren Ortsteilen
| - Berenbrock mit Lössewitz, Elsebeck und Damm-Mühle - Flecken Calvörde - Dorst - Grauingen mit der Kolonie Mannhausen - Klüden | - Mannhausen mit Piplockenburg, Kämkerhorst und der Kolonie Langehorst - Velsdorf - Wegenstedt mit Kolonie Wegenstedt - Wieglitz mit Ellersell - Zobbenitz |

## Geschichte
Die Verwaltungsgemeinschaft Calvörde wurde 1994 durch den freiwilligen Zusammenschluss von zehn Gemeinden gegründet. Sie wurde zum 1. Januar 2005 aufgelöst und die Gemeinden wurden in die neu gegründete Verwaltungsgemeinschaft Oebisfelde-Calvörde eingegliedert.

## Politik

### Wappen
Blasonierung: „In Silber ein blauer Schräglinksbalken, begleitet oben von einem grünen Weidenzweig, unten von einem grünen Eichenzweig mit Eicheln.“
Das Wappen wurde 1995 vom Magdeburger Kommunalheraldiker Jörg Mantzsch gestaltet und ins Genehmigungsverfahren geführt.